# کریستف فره
کریستوف فره (به فرانسوی: Christophe Ferré) نمایش‌نامه‌نویس، رمان‌نویس و فیلم‌نامه‌نویس قرن بیستم میلادی اهل فرانسه است.